# Johann Nepomuk Berger della Pleisse
Johann Nepomuk Berger della Pleisse (Mattersburg, 1768 – Ödenburg, 2 aprile 1864) è stato un militare austriaco.

## Biografia
Johann Nepomuk Berger nacque in Ungheria, a Mattersburg, all'epoca sotto il dominio del Sacro Romano Impero. Ancora giovanissimo decise di entrare a far parte dell'esercito imperiale ed il 23 luglio 1786 venne ammesso come cadetto al 34º reggimento di fanteria, prendendo parte alla Guerra austro-turca (1788-1791). Candidato ufficiale durante gli assedi di Schabatz e di Belgrado, venne promosso ufficiale il 1º agosto 1788. Nell'aprile del 1790 passò al 56º reggimento di fanteria come tenente e si distinse nella guerra della prima coalizione antifrancese. Si portò quindi a combattere nelle Fiandre dove combatté a Valenciennes ed a Dunkerque nel 1793 e prese poi parte alla battaglia di Werwick. Nel 1794 prese parte alle battaglie di Tournai, Charleroi e di Fleurus. Nel 1795, sotto il comando del conte Clerfayt, prese parte all'assedio di Mannheim e poi alla battaglia di Würzburg. Nel 1805 si portò col 56º reggimento di fanteria in Italia e combatté nella zona di Vicenza, a Castiglione, nell'agosto di quello stesso anno.
Nel 1809 combatté in Baviera, ed il 10 aprile di quello stesso anno gli venne affidato il comando del 2º battaglione del suo reggimento col quale prese parte alla battaglia di Ratisbona (19-23 aprile). Nella battaglia di Hausen venne gravemente ferito al braccio destro e dovette lasciare il campo di battaglia. Il 1º settembre 1809 venne promosso tenente colonnello. Nella guerra di liberazione del 1813, il suo battaglione combatté vicino a Dresda e nella battaglia delle nazioni vicino a Lipsia, venendo nuovamente ferito in maniera grave.
Nella campagna di primavera del 1814 in Francia, le sue truppe si trovavano sull'ala sinistra dell'esercito austriaco e respinsero con successo un attacco francese presso Archamps. Il 26 marzo 1814 ricevette la croce di cavaliere dell'Ordine Militare di Maria Teresa e l'anno successivo ottenne il comando del 51º reggimento di fanteria, con il quale prese parte allo scontro vittorioso contro il re Gioacchino Murat nella battaglia di Tolentino, sotto la guida del maresciallo conte Conpperg. Nell'aprile del 1816 ottenne il titolo nobiliare di barone e la concessione del suffisso "von der Pleiße".
In quello stesso anno prese parte alla soppressione dei moti rivoluzionari scoppiati nella città di Napoli assieme al conte Nugent e venne promosso maggiore generale il 29 ottobre 1824, venendo destinato a Cremona. Nel 1827 venne trasferito a Vienna come generale di brigata ed ottenne il comando militare del Tirolo nel 1831. Il 6 settembre 1832 venne promosso feldmaresciallo luogotenente. Nel 1837 ottenne il comando della fortezza di Timişoara ed alla fine del novembre del 1844 passò al comando di quella di Arad. Il 27 ottobre 1848, durante la rivoluzione ungherese, la sua fortezza venne presa d'assedio proprio dagli insorti, dalla quale poté essere salvato solo grazie all'intervento del figlio adottivo, anch'egli militare, il maggiore Georg Berger von der Pleiße (1816-1853). La guarnigione austriaca dovette ad ogni modo ritirarsi nel luglio del 1849.
Nel 1836 sposò la contessa Agnes von Gleispach (1790-1870) e visse dopo il suo pensionamento nel 1849, dapprima a Vienna e dal 1851 a Ödenburg.